# スイスヴェール

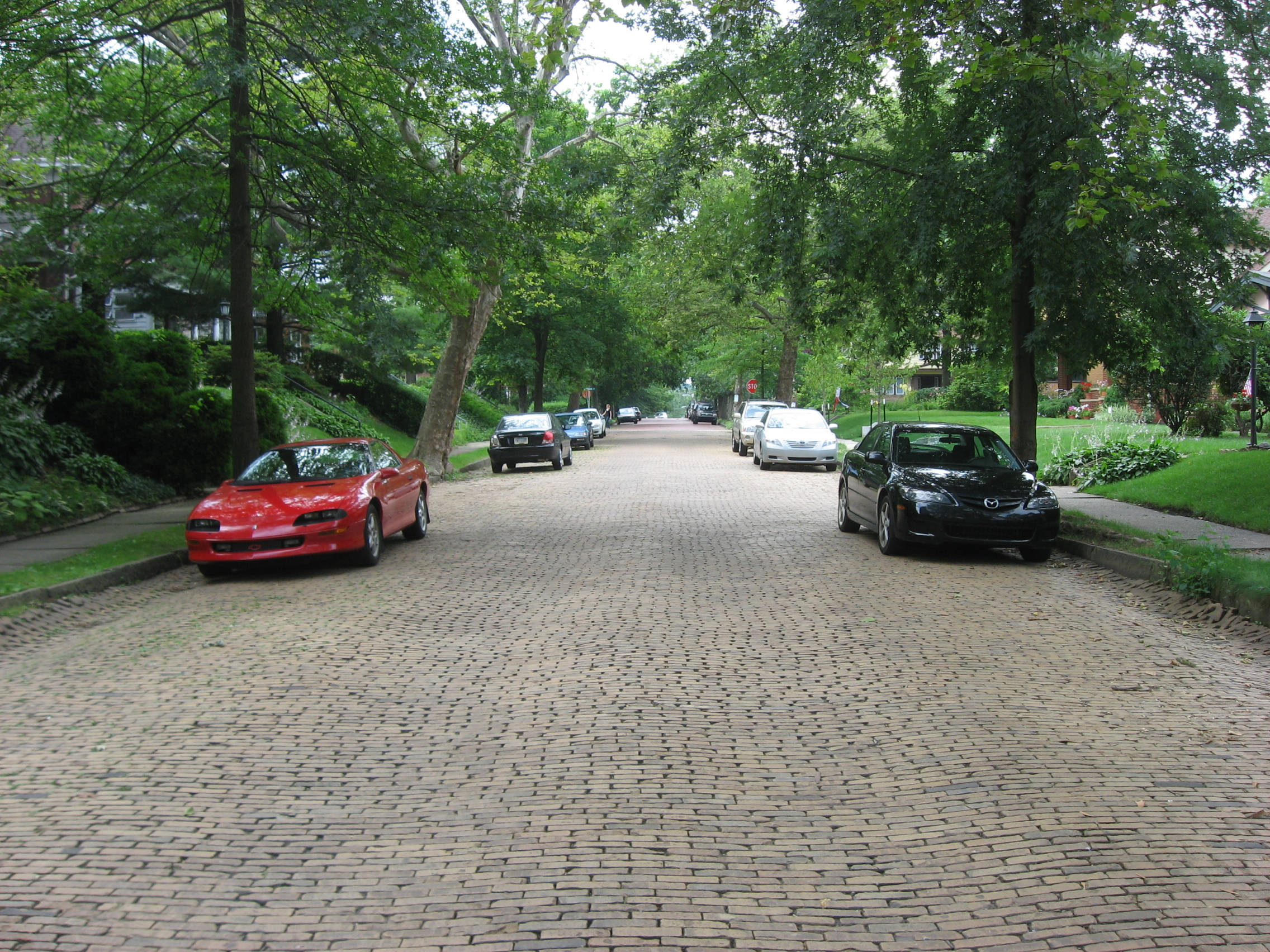
スイスヴェール西部、ネイバーフッド通り

スイスヴェール（Swissvale） は、アメリカ合衆国ペンシルベニア州のアレゲーニー郡にある町（ボロ）。人口は8,624人（2020年）。ピッツバーグ市街の東14キロメートルに位置する。その名は奴隷解放活動家、初期のフェミニストであったジェーン・スイスヘルムが所有していた農場に因む。同地は工業化の時代、ジョージ・ウェスティングハウスが興したユニオン・スイッチ・アンド・シグナル社が所在した。

## 地理
スイスヴェールは北緯40度25分20秒 西経79度53分10秒 / 北緯40.42222度 西経79.88611度 (40.422304, -79.886185)に位置する。
アメリカ合衆国国勢調査局によれば、総面積は1.3平方マイル (3.3 km2) である。その内1.2平方マイル (3.1 km2) が陸地であり、0.1平方マイル (0.2 km2) (4.76%) が水上である。

## 参照
1. ↑  “Quickfacts.census.gov”. 2024年3月3日閲覧。
2. ↑   US Gazetteer files: 2010, 2000, and 1990, United States Census Bureau, (2011-02-12) 2011年4月23日閲覧。